# حمام کهیار
حمام کهیار مربوط به دوره صفوی است و در دهدشت، بافت تاریخی شهر واقع شده و این اثر در تاریخ ۲۵ اسفند ۱۳۷۹ با شمارهٔ ثبت ۳۵۵۵ به‌عنوان یکی از آثار ملی ایران به ثبت رسیده است.